# Hornostajpil
Hornostajpil (ukrainisch Горностайпіль; russisch Горностайполь Gornostaipol, jiddisch Hornsteipl, Hornosteipel) ist ein Dorf im Norden der ukrainischen Oblast Kiew mit etwa 1000 Einwohnern (2001).
Hornostajpil liegt im Rajon Wyschhorod nördlich der Mündung des Teteriw in den zum Kiewer Meer angestauten Dnepr nahe an der Sperrzone von Tschernobyl.
Das ehemalige Rajonzentrum Iwankiw liegt 35 km südwestlich und die Hauptstadt Kiew liegt etwa 120 km (80 km Luftlinie) südlich der Ortschaft.
Am 12. Juni 2020 wurde das Dorf ein Teil der neugegründeten Siedlungsgemeinde Iwankiw, bis dahin bildete es zusammen mit den Dörfern Hubyn (Губин) und Laputky (Лапутьки) die gleichnamige Landratsgemeinde Hornostajpil (Горностайпільська сільська рада/Hornostajpilska silska rada) im Nordosten des Rajons Iwankiw.
Am 17. Juli 2020 kam es im Zuge einer großen Rajonsreform zum Anschluss des Rajonsgebietes an den Rajon Wyschhorod.

## Geschichte
Die Ortschaft 1493 erstmals schriftlich erwähnte Ortschaft wurde bei einem Tatarenangriff im Jahr 1567 zerstört und bald danach wieder aufgebaut. Vom polnischen König Sigismund III. erhielt die Ortschaft im April 1616 das Stadtrecht verliehen. Hornostajpil hatte 1863 eine Bevölkerung von 1547 Menschen, die bis zur Volkszählung von 1897 auf 3286 Bewohner anstieg. Vom 22. August 1941 bis zum 6. November 1943 war das Dorf von Truppen der Wehrmacht besetzt. Anfang des Deutsch-Sowjetischen Krieges lag bei der Ortschaft der strategisch wichtige Dnepr-Übergang bei Gornostaipol. Zu Beginn der 1970er Jahre hatte das Dorf 1716 Einwohner.